# Sint-Vedastuskerk (Zerkegem)

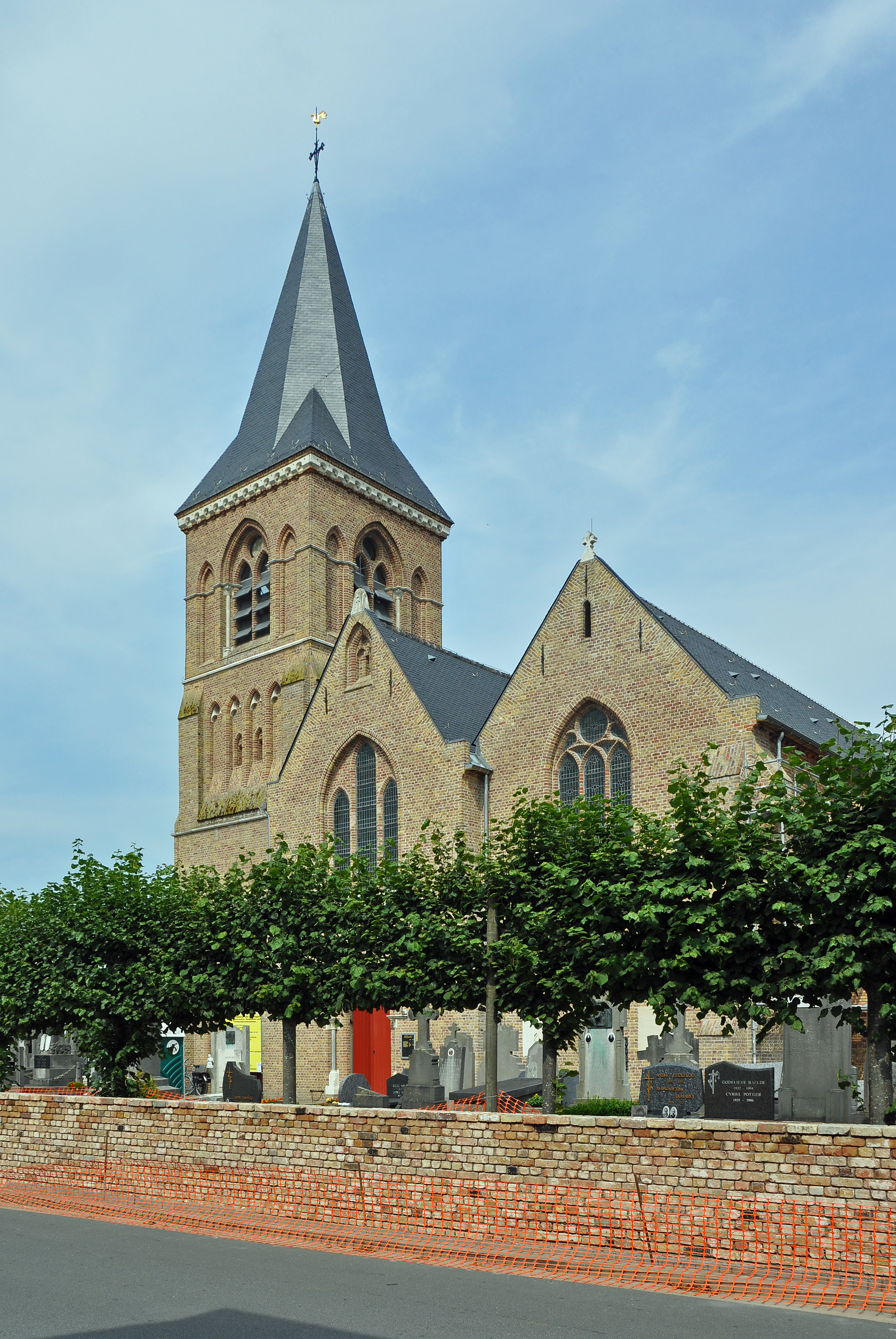
Sint-Vedastuskerk

De Sint-Vedastuskerk is de parochiekerk van de tot de West-Vlaamse gemeente Jabbeke behorende plaats Zerkegem, gelegen aan Vedastusstraat 69.

## Geschiedenis
Het patronaatsrecht van de parochie van Zerkegem berustte aanvankelijk bij de Abdij van Sint-Vaast te Atrecht. Het eerste stenen kerkgebouw werd vermoedelijk omstreeks 1200 gebouwd. De huidige kerk heeft een 14e-eeuwse kern. Ze werd vergroot in de 15e eeuw. Omstreeks 1588 werd de kerk, tijdens de Beeldenstorm, beschadigd. Omstreeks 1620 werd ze herbouwd als driebeukige hallenkerk. In 1871 werd de kerk uitgebreid met twee westelijke traveeën en een toren, naar ontwerp van William Curtis Brangwyn.

## Gebouw
Het betreft een driebeukige hallenkerk met neogotische westgevel en halfingebouwde toren aan de noordwestzijde. Het schip van de kerk toont de bouwnaad tussen het 17e-eeuwse en het neogotische deel.

## Interieur
Het interieur wordt overwelfd door drie spitstongewelven. Het orgel is van 1956 en gebouw door de firma Pels.
Het kerkmeubilair is overwegend neogotisch. Zo ontwierp K. Van Robays in 1905 de communiebank, het zijaltaar en het hoogaltaar. Het doopvont is vermoedelijk 16e-eeuws, een gepolychromeerd altaar is 18e-eeuws, en een schilderij, voorstellende de Kroning van Onze-Lieve-Vrouw is eveneens 18e-eeuws.

## Galerij

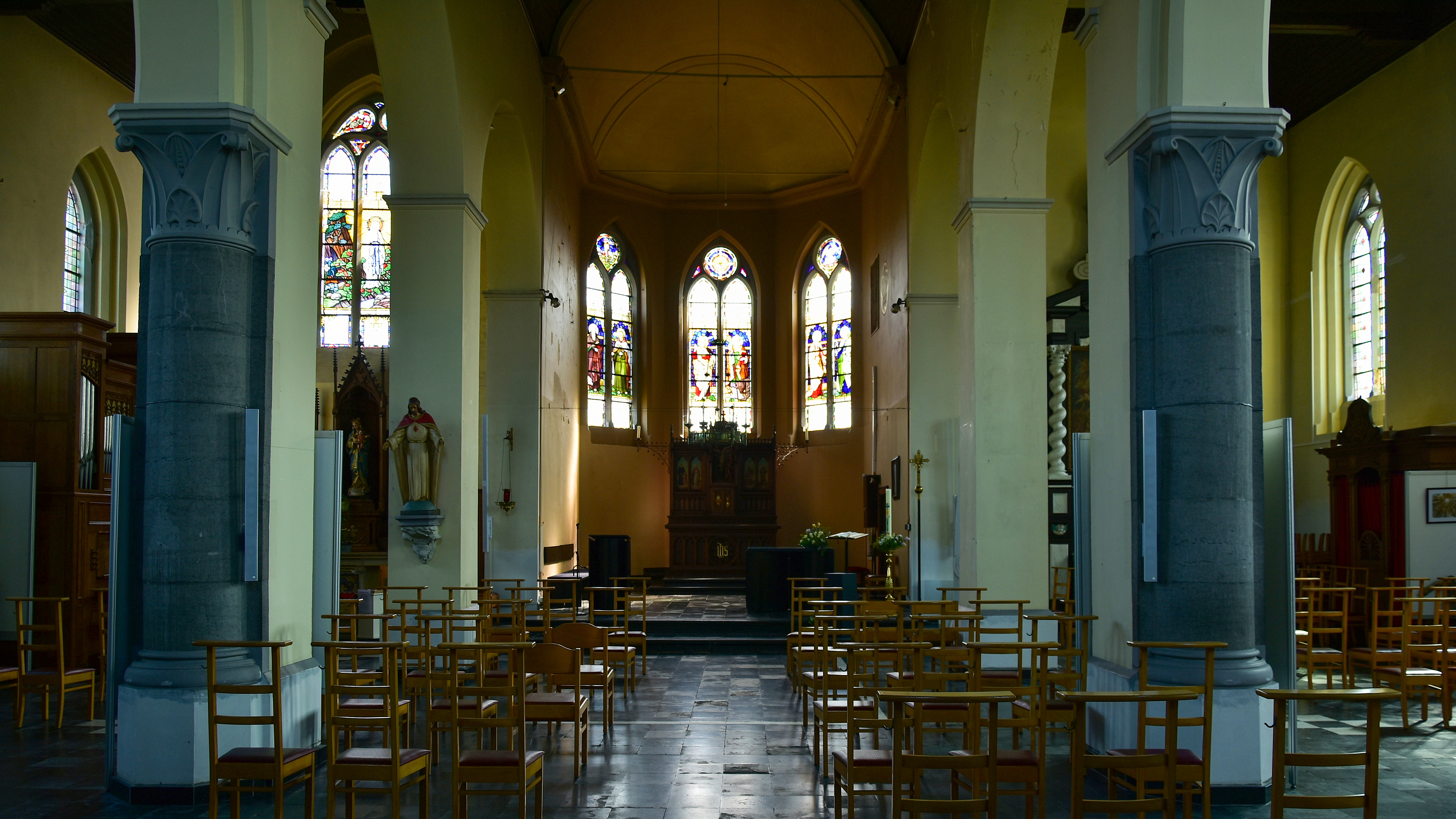
Kerkschip
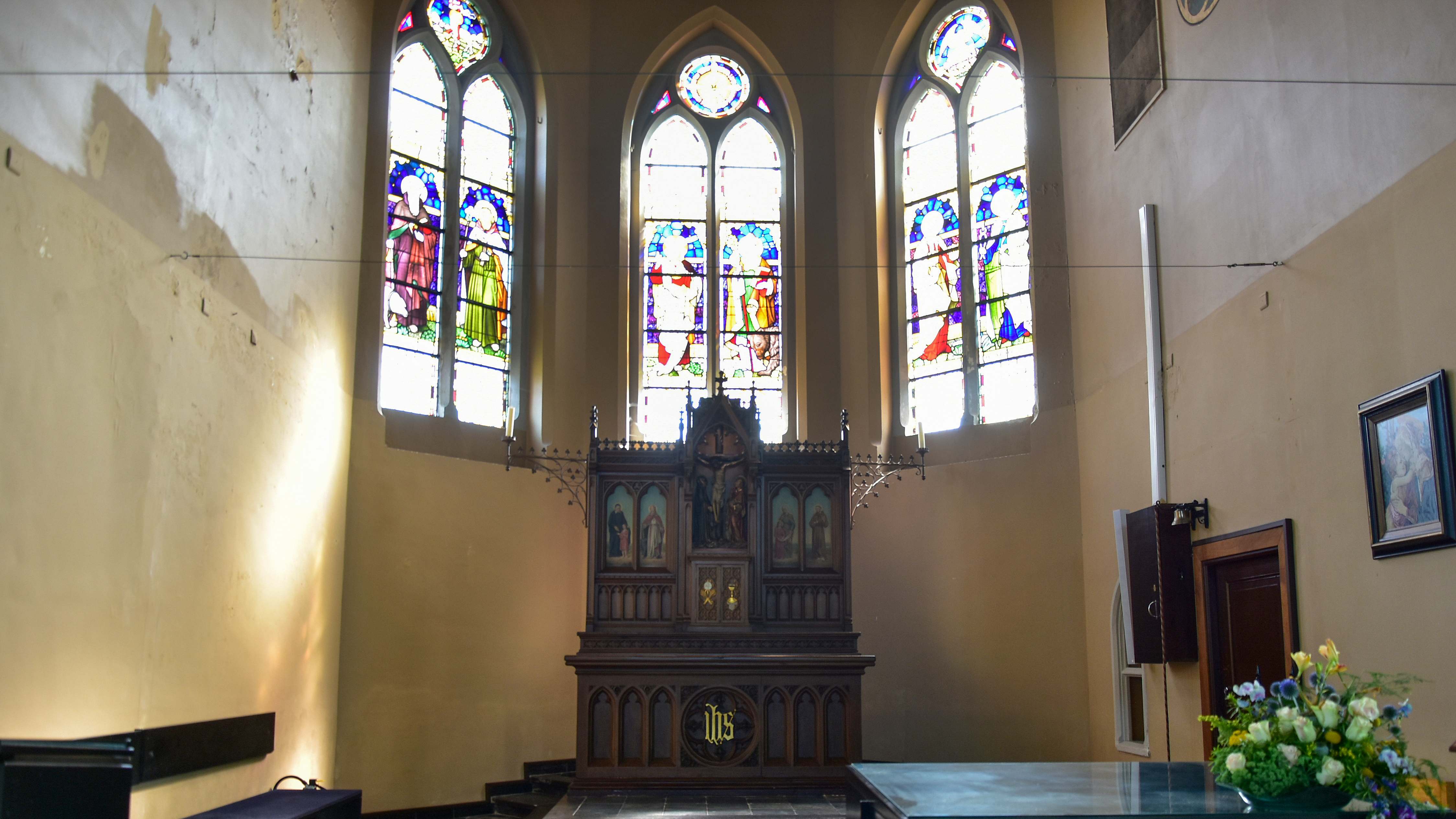
Hoogaltaar
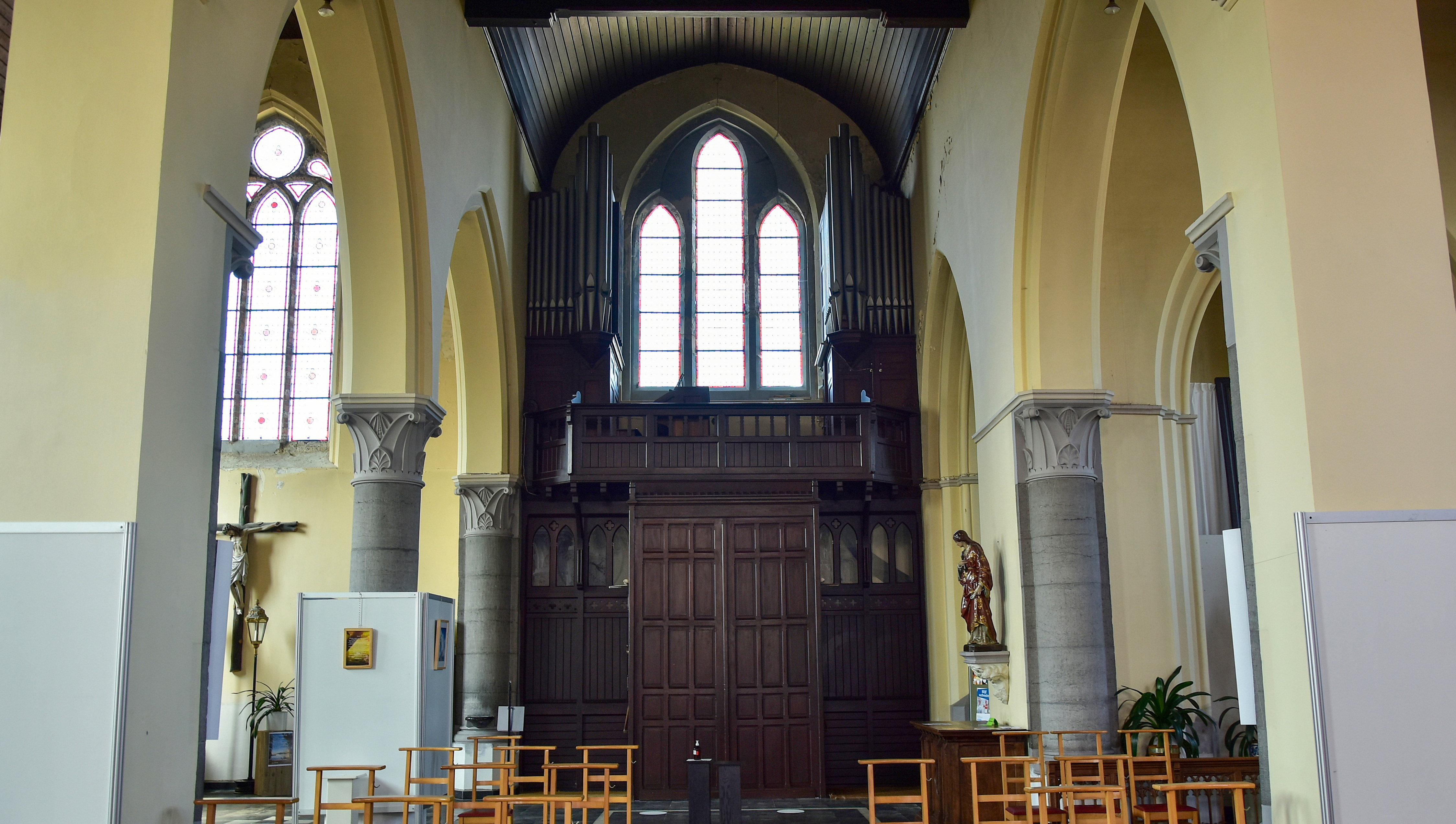
Kerkorgel